# M-84
M-84 – zmodernizowany czołg podstawowy II generacji, produkcji jugosłowiańskiej.

## Historia konstrukcji
W latach siedemdziesiątych Jugosłowiańska Armia Ludowa postanowiła stworzyć czołg własnej produkcji. W tym celu zakupiono  czołgi T-72, a także licencję do ich produkcji. Przez całe lata siedemdziesiąte czołgi były poddawane próbom celem wykrycia wad.
W 1983 r. stworzono prototyp, a w rok później czołg wszedł do produkcji seryjnej. Świat zobaczył nowy wytwór jugosłowiańskiej myśli technicznej 9 maja 1985 r. w Belgradzie, na defiladzie z okazji Dnia Zwycięstwa. Oprócz podstawowej wersji M-84 i M-84A wyprodukowano także M-84K (wersja dowódcza), M-84AB (wersja eksportowa), M-84ABK (wersja dowódcza czołgu eksportowego), M-84ABN (wersja czołgu eksportowego z systemem nawigacji) i M-84AI (wóz zabezpieczenia technicznego).

## Modernizacja
W 2005 r. zaprezentowano nowy czołg M-84AB1 (M2001), który jest podobny do czołgu wersji M-84AB. Czołg posiada nowy system kierowania ogniem, jak i celowniki laserowe, umożliwiające strzelanie pociskami przeciwczołgowymi na odległość 5 km. Oprócz tego czołg zawiera również nową głowicę opto-elektroniczną i grubsze (730 mm) opancerzenie. Prawie cały sprzęt techniczny w czołgu pochodzi od rosyjskiego T-90.

## Podobne konstrukcje
- T-64
- T-72
- T-80
- T-84
- T-90
- PT-91 Twardy
- M-95 Degman